# Rhizophagus aeneus
Rhizophagus aeneus is een keversoort uit de familie kerkhofkevers (Monotomidae). De wetenschappelijke naam van de soort werd in 1820 gepubliceerd door Richter.